# Агнєшка Циль
Агнєшка Циль (пол. Agnieszka Cyl, 18 лютого 1984, Єленя-Ґура, Польща) — польська біатлоністка, учасниця Олімпійських ігор 2010 року.

## Виступи на Олімпійських іграх
| Рік  | Місце проведення | ІН | СП | ПЕ | МС | ЕС |
| ---- | ---------------- | -- | -- | -- | -- | -- |
| 2010 | Ванкувер         | 7  | 42 | 25 | 23 | 12 |

## Виступи на Чемпіонатах світу
| Рік  | Місце проведення     | ІН | СП | ПЕ | МС | ЕС |
| ---- | -------------------- | -- | -- | -- | -- | -- |
| 2008 | Естерсунд            | 79 | 66 | —  | —  | 7  |
| 2009 | Пхьончхан            | 20 | 40 | 33 | —  | 6  |
| 2011 | Ханти-Мансійськ      | 22 | 13 | 27 | 19 | 9  |
| 2012 | Рупольдінг           | —  | 30 | 38 | —  | 9  |
| 2013 | Нове Место-на-Мораві | 49 | —  | —  | —  | —  |

## Загальний залік Кубку світу
- 2007–2008 — 64-е місце
- 2008–2009 — 53-е місце
- 2009–2010 — 32-е місце
- 2010–2011 — 22-е місце
- 2011–2012 — 44-е місце
- 2012–2013 — 65-е місце

## Статистика стрільби
| Позиція | Сезон     | Сезон     | Сезон     | Сезон     |
| Позиція | 2007/2008 | 2008/2009 | 2009/2010 | 2010/2011 |
| ------- | --------- | --------- | --------- | --------- |
| Лежачи  | 80%       | 82%       | 87%       | 89%       |
| Стоячи  | 80%       | 81%       | 81%       | 76%       |
| Загалом | 80%       | 81%       | 84%       | 82%       |